# Chariton (schrijver)
Chariton (Grieks: Χαρίτων) was een Griekse schrijver uit de 1e of 2e eeuw, waarschijnlijk afkomstig uit Aphrodisias in Carië.

## Kallirhoë
Chariton is de auteur van de uit acht boekdelen bestaande roman Kallirhoë,  een van de eerste liefdesromans uit de Oudgriekse literatuur en de eerste historische roman. Hoewel dit een moderne term is en dus niet helemaal van toepassing op de Kallirhoë, kan het werk als een voorloper ervan gezien worden omdat het voldoet aan veel typische kenmerken van de (hedendaagse) historische roman. Zo speelt het verhaal zich bijvoorbeeld af in een periode lang vóór Chariton het schreef (namelijk de klassieke periode, 5e eeuw v.Chr.) en kunnen historische personages geïdentificeerd worden.
Ook is de Kallirhoë bekend omdat het taalgebruik dicht aanleunt bij het Koinè-Grieks. Chariton maakt gebruik van het Koinè en soms van Attische vormen: er ontstaat zo een mengeling van de twee dialecten, waarvan de eerste echter dominant is. Daarom spreekt men bij deze roman voornamelijk alleen over het Koinè en wordt Chariton doorgaans voor de opkomst van de Tweede Sofistiek geplaatst.

### Verhaal

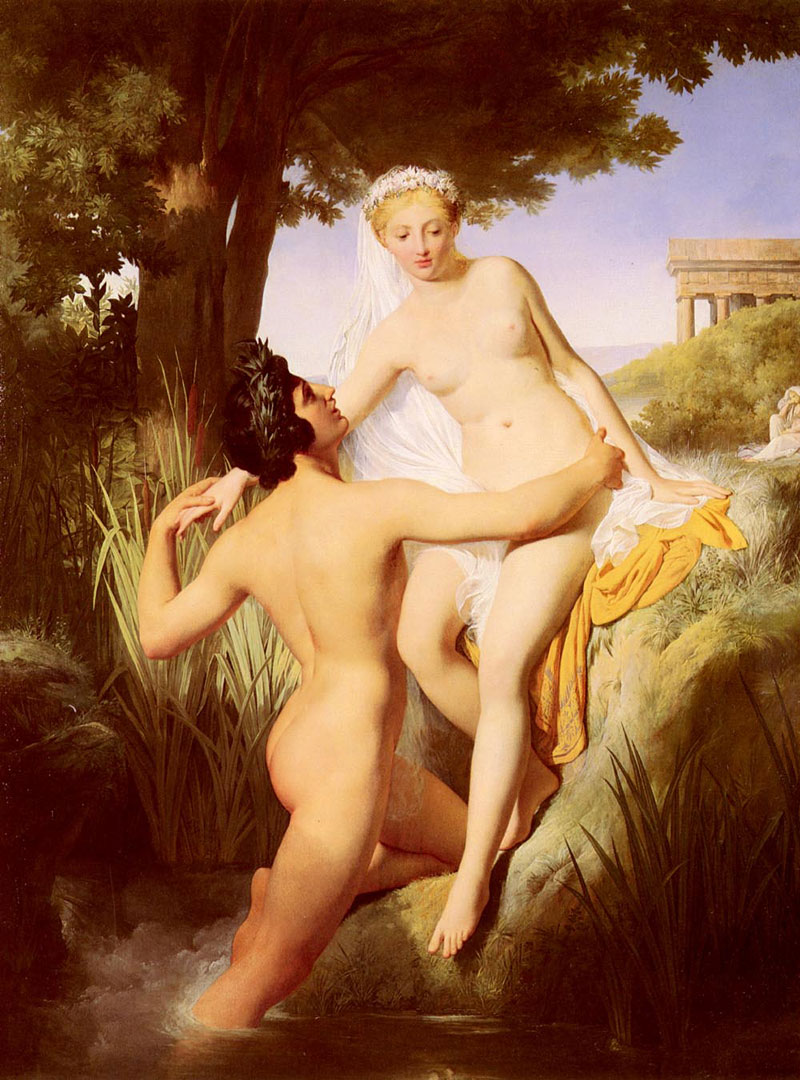
Negentiende-eeuwse voorstelling van de hoofdpersonages (Raymond Quinsac Monvoisin)

Het hoofdpersonage Kallirhoë, de beeldschone dochter van generaal Hermocrates, ontmoet de knappe Chaireas. Hij is de zoon van Ariston, de belangrijkste man in Syracuse (waar het verhaal zich afspeelt) op Hermocrates na. De twee vaders zijn onderling in politieke strijd, maar wanneer ze de grote liefde tussen de jongelingen zien, staan ze toch toe dat Kallirhoë en Chaireas huwen.
Hun geluk is van korte duur: teleurgestelde huwelijkskandidaten, die Kallirhoë zélf lange tijd probeerden te imponeren en voor zich te winnen, beliegen Chaireas. Ze vertellen hem dat Kallirhoë ontrouw is. Hij gelooft dit en wordt jaloers. In zijn woede geeft Chaireas zijn echtgenote een trap, waardoor ze (schijnbaar) dood neervalt. Ze wordt met veel schatten - zoals gepast is voor iemand van zo'n hoge afkomst - begraven.
Piraten zien toevallig de uitvaart van Kallirhoë en hun oog valt meteen op het goud en zilver dat bij het zogezegd overleden meisje ligt. Wanneer de piraten de rijkdom willen stelen uit de graftombe, ontdekken ze dat Kallirhoë nog leeft en nemen haar mee. Ze verkopen haar in Milete als slavin voor Dionysius, de voornaamste man van Ionië. Betoverd door haar goddelijke schoonheid wordt Dionysius verliefd op Kallirhoë en neemt haar als vrouw, onwetend dat ze eigenlijk al getrouwd is. Kallirhoë zou hier onder normale omstandigheden nooit mee akkoord gaan, aangezien haar trots haar daarvan weerhoudt. Ze komt echter te weten dat ze een kind verwacht waardoor ze niet anders kan dan met Dionysios te trouwen en te doen alsof Chaireas' kind dat van hem is, om haar baby te beschermen.
Later belandt zij aan het hof van het Perzische Rijk. Chaireas, die intussen verteerd wordt door berouw en liefdesverdriet, komt te weten dat Kallirhoë nog in leven is en trekt op zoek naar haar. Hij raakt zelf ook in de slavernij, maar weet te ontsnappen en vindt haar na veel avonturen terug. Hij bevrijdt haar en samen worden zij weer gelukkig. Opmerkelijk genoeg laten ze hun kind achter bij Dionysios, die nog steeds in de waan is dat het zijn kind is.

### Karakterisering
Het personage Kallirhoë is de heldin die centraal staat in het verhaal. Haar schoonheid wordt vergoddelijkt en intertekstueel met die van de godinnen vergeleken. Chariton vergelijkt Kallirhoë met Aphrodite op een zeer letterlijke manier: ze is echt even mooi als de godin en wordt dus ook zeer vaak door mensen met haar vereenzelvigd. Buiten hun schoonheid vergelijkt Chariton hen echter niet met elkaar. Haar beeldige uiterlijk wordt doorgaans indirect door blikken van toeschouwers gepercipieerd en bezorgt haar een roemrijke reputatie. Wat betreft Kallirhoë’s intelligentie ontstaat er een paradoxale spanning, aangezien ze enerzijds wordt ze afgeschilderd als vindingrijk en pienter, en anderzijds wordt gekenmerkt door naïviteit. Ook wordt zowel verhevenheid als bescheidenheid door Chariton onderstreept en houdt een schijnbare tegenstrijdigheid  zich op bij Kallirhoë’s geseksualiseerde kuisheid. Bovendien wordt Kallirhoë geschetst als een trouwe echtgenote aan Chariton, intertekstueel gelinkt aan Penelope, maar paradoxaal genoeg ook als ontrouwe vrouw, verbonden met Helena, aangezien ze met Dionysios hertrouwt. Hij vergelijkt Kallirhoë graag met Helena, omwille van haar schoonheid en het feit dat ze een ontrouwe vrouw is. De vergelijking gaat echter verder dan dat. Kallirhoë treft, net zoals Helena, heel veel ongeluk en beide vrouwen hebben geen gemakkelijk leven. Toch is er ook een verschil: aangezien Helena tot godheid of semi-godin is verheven, kan zij die problemen relatief gemakkelijk te boven komen, terwijl Kallirhoë, afgezien van het einde, door elke tegenslag dieper de grond in wordt geboord. Er zijn ook nog duidelijkere parallellen tussen de twee vrouwen: het belang van Aphrodite in hun verhaal, de ontvoering van de mooie vrouw, een reis van Griekenland naar Klein-Azië en terug, de twee echtgenoten, verwikkeling in een oorlog, de driehoeksverhouding… Dionysios maakt de vergelijking concreet, aangezien hij vaak, wanneer hij aan Kallirhoë denkt, de link legt met de onruststoker Helena. Een laatste manier waarop Chariton de mythische vrouwen vergelijkt, is door het gebrek aan een concrete beschrijving van Kallirhoë’s schoonheid. Dat doet namelijk erg denken aan Homeros, die Helena’s schoonheid ook altijd zeer vaag beschrijft.
Als middel tot karakterisering in zijn verhaal gebruikt Chariton ook vaak citaten. De komedieschrijver Menander wordt drie keer geciteerd, maar alle andere gebruikte citaten komen uit Homeros’ werk, voornamelijk de Ilias. Op die manier is hij erin geslaagd de epen in zijn roman te verwerken. Er kunnen bijgevolg veel parallellen getrokken worden tussen Charitons personages en de epische helden, bijvoorbeeld tussen Kallirhoë en Helena, zoals eerder vermeld.
Een ander aspect in de karakterisering van Kallirhoë is haar stilte. Buiten haar gebeden aan Aphrodite gericht horen we haar bijna nooit het woord nemen. Dit contrasteert sterk met Chaireas, die meerdere malen voor grote groepen speeches geeft. Dit patroon komt eveneens terug in het gebruik van citaten. Hoewel Kallirhoë vaak beschreven wordt aan de hand van citaten, spreekt ze ze nooit zelf uit. Chaireas daarentegen haalt wel meermaals een citaat aan.
Desondanks kunnen we ook een evolutie in Kallirhoë ontwaren. In het begin is ze eerder verlegen en maakt ze niet haar eigen beslissingen. Naarmate het verhaal vordert wordt ze echter meer en meer zelfstandig. We kunnen dit volgens classicus Koen De Temmerman zien aan de manier waarop ze bloost doorheen het verhaal. Achter het blozen in antieke literatuur schuilt een hele waaier van betekenissen, gaande van schaamte tot seksualiteit. Bij Kallirhoë wordt de betekenis van haar blozen doorheen het verhaal steeds minder onschuldig. Deze evolutie zien we bevestigd wanneer ze in het laatste hoofdstuk niet zelf bloost, maar de oorzaak is van het blozen van Chaireas. Kallirhoë is nu niet meer onderhevig aan de manipulatie van anderen, maar wordt zelf de manipulator.
Ook Chaireas ondergaat een karakterontwikkeling, die duidelijk wordt aangetoond door de actie die hij onderneemt naar het einde van het boek toe. Wanneer hij verneemt dat koning Artaxerxes naar de oorlog is vertrokken en Kallirhoë en Dionysos heeft meegenomen, blijft hij niet in zak en as zitten, zoals we zouden verwachten aan de hand van de Chaireas die aan het begin van het boek werd omschreven. Liever vecht hij mee met het kamp van de vijanden en verovert hij in de strijd zijn bruid terug. Deze ontwikkeling illustreert volgens de classicus B. E. Perry een verschil binnenin het genre, tussen de vroegere en de latere romans. De laatstgenoemde zijn volgens hem eerder geschreven aan de hand van wat hij de “plasmatic convention” noemt. De personages hebben veel minder psychologische diepgang, zijn bijna altijd statisch en volgen de stereotiepe elementen van die tijd. De vroegere romans daarentegen hebben volgens hem een historische stijl, aangezien de hoofdpersonages worden gevormd naar historische personen, en de auteurs van de romans de stijl van historische auteurs volgen. Daardoor zouden de personages realistischer lijken, niet alleen in hun daden maar ook in hun houding. De karakterisering van Chaireas is hier dus tweevoudig; eerst wordt hij stereotiep en oppervlakkig gekarakteriseerd, zoals zou worden nagevolgd in de latere romans, daarna wordt hij veel realistischer gekarakteriseerd, volgens de historische stijl, die vooral typisch is voor de vroegste romans.

### Historische elementen in de roman
Kallirhoë wordt vaak een historische roman genoemd omdat, hoewel het plot en hoofdpersonages fictief zijn, er toch historische personen en gebeurtenissen in voorkomen. Onder andere:
- De generaal Hermocrates, de vader van de (fictieve) protagonist Kallirhoë. Hij is ook bekend uit werken van Thucydides en Xenophon.
- De Perzische koning Artaxerxes verwijst naar Artaxerxes II Mnemon.
- De rebellie van Egypte, dat zich wilde losmaken van het Perzische Rijk. Ze behoorden tot dit koninkrijk sinds de 6e eeuw.

Het verhaal bevat echter ook anachronismen: zoals het samenvallen van het leven van Hermocrates en de regeerperiode van Artaxerxes II. Hermocrates stierf in 407 v.Chr., terwijl Artaxerxes regeerde tussen 404-363/57 v.Chr. De stadstaat Milete wordt in Kallirhoë voorgesteld alsof hij bij het Perzische Rijk hoort, wat niet het geval was tot na 387 v.Chr. Ook de Egyptische rebellie vond in de realiteit waarschijnlijk later plaats (na 404 v.Chr.) dan in het verhaal.

### Invloed op Chariton
Chariton werd waarschijnlijk beïnvloed door verschillende tradities en historici. Een eerste is Xenophon, die hij niet alleen woordelijk nabootste, maar wiens geest hij ook probeerde te vatten in zijn werk. Van Thucydides nam hij voornamelijk het kritisch realisme en zijn typische ironie over. Ook zou hij zich voor de omschrijving, dialogen en vooral monologen van de piraten grotendeels op de Nieuwe Komedie hebben gebaseerd. Verder bestaat er ook de mogelijkheid dat hij zich baseerde op een reeds bestaande verhalentraditie, waarvan het plot in grote lijnen overeenkwam. Dat zou verschillende losse eindjes in het verhaal kunnen verklaren, bijvoorbeeld hoe het komt dat de onverzoenlijke ouders van Kallirhoë en Chaireas zo snel te overtuigen waren om een trouw te organiseren tussen hun kinderen. Er was waarschijnlijk een verhalentraditie waarin de vijandschap tussen de ouders een grotere rol speelde en meer was uitgewerkt. Ook zou het verklaren waarom Kallirhoë haar eigen kind zo gemakkelijk achterliet, aangezien dat niet echt past in de karakterisering die Chariton haar toebedeelt, noch in zijn eigen idealisme. Hij kon er waarschijnlijk niet omheen, als het zo was in de traditie die hij volgde.

### Tekstoverlevering
Een van de weinige manuscripten die we nu nog bezitten is dat van een dertiende-eeuwse codex, de Florentinus Laurentianus Conventi Soppressi 627. Dit manuscript redde Charitons werk bijna eigenhandig van de vergetelheid, aangezien 95% van het werk ons enkel zo is overgeleverd.

### Nederlandse vertalingen
Emilie van Opstall vertaalde het werk onder de titel Chaireas en Kallirhoë. Een liefde (1998). Eerder had A. de Mieville dat gedaan als De liefde van Chaereas en Kallirrhoë, of De wraak van Afrodite (1907).

### Uitgaven
- Goold, George P. (1995), Chariton: Callirhoe, Cambridge & Londen, Harvard University Press.
- Reardon, B.P. (2004), Chariton Aphrodisiensis. De Callirhoe Narrationes Amatoriae, München en Leipzig, K.G. Sauer Verlag.
- Sanz Morales, M. (ed.) (2020). Chariton of Aphrodisias. Callirhoe. Antike Texte. Heidelberg: Winter.

- Bibsys: 90772967
- Biblioteca Nacional de España: XX835810
- Bibliothèque nationale de France: cb11896144w (data)
- Catàleg d'autoritats de noms i títols de Catalunya: 981058513237606706
- CiNii: DA10103167
- Gemeinsame Normdatei: 118520164
- International Standard Name Identifier: 0000 0000 9450 914X
- Library of Congress Control Number: nr91019849
- Bibliotheek van het Japanse parlement: 00709175
- Nationale Bibliotheek van Tsjechië: jn20011211031
- Nationale Bibliotheek van Israël: 987007259767505171
- Nationale en Universitaire bibliotheek Zagreb: 000172710
- Nederlandse Thesaurus van Auteursnamen: 069223246
- Réseau des bibliothèques de Suisse occidentale: 02-A014109565
- Istituto Centrale per il Catalogo Unico: CFIV066456
- LIBRIS: 181411
- Système universitaire de documentation: 02677951X
- Virtual International Authority File: 27062313
- WorldCat: E39PCjK4JY7gJXjF3kDPFkvdkP